# نوكاشوارا
نوكاشوارا هي بلدية تقع في إقليم أرجيش في رومانيا.